# Enrique Moreli
Enrique Moreli (* im 20. Jahrhundert) ist ein uruguayischer Gewerkschaftsfunktionär.
Moreli ist Präsident der Asociación de Controladores de Tránsito Aéreo del Uruguay (Actau), der uruguayischen Gewerkschaft für Fluglotsen.